# Hochbauschgarn
Als Hochbauschgarn (HB-Garn) werden Garne mit hohem Volumen und fülliger, weicher Bauschigkeit bezeichnet. Sie haben jedoch eine relativ geringe Elastizität.
Sie bestehen aus einer Mischung von niedrig schrumpfenden und hoch schrumpfenden Fasern mit gleicher chemischer Konstitution der thermoplastischen Synthetics  Nach dem Kochen, Dämpfen oder Färben zieht sich die nicht fixierte, noch stark schrumpfende Type stark zusammen. Sie wandert in den Kern des Garnes und bewirkt ein Aufbauschen des ganzen Garnes, besonders aber des bis auf einen Restschrumpf von nur 1 bis 2 Prozent vorfixierten Faseranteils.
Für solche Spinnfaserbauschgarne sind Acrylfasern bei einem Anteil von 40 Prozent S-Type wegen ihres hohen Elastizitätsmoduls (600 bis 700 kp/mm² = 6 bis 7 kN/mm² = 6 bis 7 GPa), ihrer vorteilhaften Querschnittsform und ihrer guten Stand- und Formfestigkeit besonders geeignet. Durch die Verwendung der Schrumpffasern tritt einer Erhöhung der Garnfeinheit (des Titers) gegenüber dem Rohgarn um mindestens 20 Prozent ein.
Mit allerdings geringerem Bausch sind Schrumpfbauschgarne auch aus Polyesterfasern möglich.
Hochbauschgarne werden für die Herstellung leichter, weicher, bauschelastischer und wärmender Web- und vor allem Maschenwaren für anspruchsvolle Oberbekleidung, aber auch als Velourqualitäten im Heimtextilienbereich genutzt.